# Boarmia bicolor
Boarmia bicolor là một loài bướm đêm trong họ Geometridae.